# Tirso de Molina
Tirso de Molina, der er et pseudonym for Fray Gabriel Téllez (født 24. marts 1579 i Madrid, død i Almazán, omkring 20. februar 1648), var en spansk dramatiker, digter, forfatter og katolsk munk.
Sammen med andre dramatikere, som f.eks. Pedro Calderón de Barca og Lope de Vega, regnes han blandt de kunstnerne, som med deres bidrag til udviklingen af den spanske kultur i barokken, har givet perioden tilnavnet «Den spanske guldalder».
Specielt for Tirso de Molinas værker er også kendt for det store opbud af kvindelige hovedpersoner, samt at han stadig udforsker kønsaspekter i sin digtning.